# Assedio di Groenlo (1597)
L'assedio di Groenlo del 1597, detto anche secondo assedio di Groenlo, fu un assedio combattuto presso la città di Groenlo (attuali Paesi Bassi) dall'11 al 28 settembre 1597, nell'ambito della guerra degli ottant'anni. La città venne vinta dopo diversi giorni d'assedio dalle truppe di Maurizio d'Orange che già aveva assediato la piazzaforte nel 1595, ma successivamente gli uomini del generale spagnolo Cristobal de Mondragon ne avevano impedito la cattura da parte degli olandesi.

## Antefatto
La città fortificata di Groenlo era di piccole dimensioni, ma aveva una certa importanza nei Paesi Bassi orientali, principalmente per la sua posizione strategica posta a confine con i territori tedeschi. Essa era quindi un punto di passaggio obbligato anche a livello commerciale tra la Germania e le città anseatiche olandesi come Deventer e Zutphen. La regione in cui Groenlo sorgeva era ricoperta da foreste e paludi ed era quindi difficile da conquistare, unitamente alla presenza di un notevole quantitativo di fortificazioni.
Maurizio di Nassau aveva lanciato un'offensiva contro Alessandro Farnese, duca di Parma, con l'intento di rivendicare il possesso della città, strappandola agli spagnoli. Dal 1590 al 1593, dopo aver riconquistato molte città tra cui Breda, Deventer e Zutphen, il principe d'Orange iniziò a rivolgere la sua attenzione ad est, a cominciare proprio da Groenlo. Nel 1595 Maurizio tentò di assediare e catturare la città di Groenlo, ma il generale Mondragon riuscì a intervenire impedendogli l'impresa. Due anni dopo, con la morte di Mondragon e gli spagnoli impegnati altrove, Maurizio poté riprendere il suo progetto d'assedio.

## L'assedio

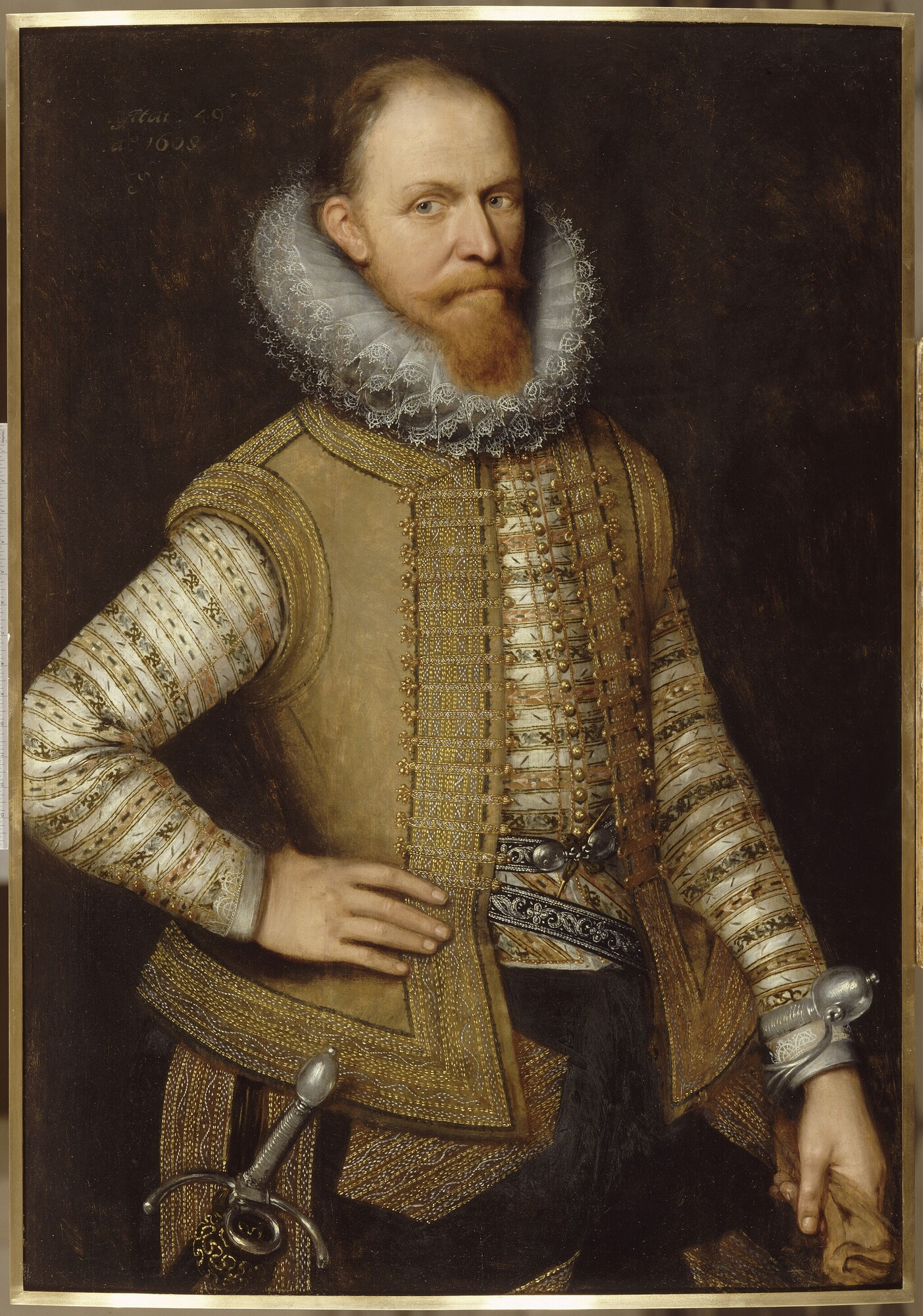
Maurizio d'Orange in un ritratto d'epoca

Il 1º agosto, Maurizio d'Orange lasciò L'Aia per iniziare la sua campagna nella parte orientale dei Paesi Bassi. Durante questa campagna, Maurizio conquistò Rijnberk (20 agosto) e Meurs (3 settembre). Poco dopo la cattura di Meurs, ricevette una missiva che lo informava che il conte Frederik van den Bergh aveva fatto irruzione nella contea di Zevenwouden con le sue truppe provenienti da Lingen; il comandante dell'esercito olandese decise quindi di attraversare il Reno l'8 settembre e, dopo aver attraversato anche il fiume Lippe, giunse l'11 settembre proprio davanti alla città di Groenlo. Il suo esercito era composto da truppe inglesi, frisiane ed olandesi, da 8 reggimenti di fanteria e da 7 reggimenti di cavalleria, per un totale di 6000 uomini e 1400 cavalli. La colonna di vagoni con rifornimenti e vettovaglie, il cosiddetto "treno dell'esercito", era lunga più di 20 chilometri.
Il campo che si stava rapidamente allestendo per la fanteria era largo circa 650 metri e lungo 800 metri. Il clima era particolarmente piovoso e sino al 13 settembre gli uomini furono prevalentemente impegnati a costruire capanne ed a scavare il fossato difensivo attorno al campo. Una guarnigione spagnola era di stanza nella città di Groenlo con 800 uomini e 300 cavalieri, guidati dal conte Jan van Stirum. Questa volta, senza l'ingerenza del generale Mondragon, Maurizio iniziò il suo assedio alla città il 13 settembre, scavando delle trincee e rompendo le dighe che rifornivano d'acqua il fossato in difesa della città. La città venne colpita quindi da pesanti bombardamenti da parte degli olandesi, i quali provocarono l'incendi di almeno 60 case.
Il 26 settembre, Groenlo era ormai completamente circondata e Van Stirum decise a quel punto di negoziare la resa con l'esercito avversario. Van Stirum, su suggerimento dei suoi ufficiali, richiese la resa onorevole col ritiro in perfetto ordine di tutti i suoi uomini con tutti gli armamenti ed i bagagli. Maurizio accondiscese la partenza degli uomini e dei bagagli, ma non ad esempio dei cavalli. Il colonnello Cortenbach degli spagnoli, dichiarò che i suoi cavalieri avrebbero preferito morire anziché rinunciare ai loro cavalli. Maurizio d'Orange, alla fine, su pressione degli Stati Generali, accondiscese a queste richieste, come pure consentì a quegli abitanti che si dichiaravano fedeli sudditi di Filippo II di lasciare pacificamente la città. La città di Groenlo uscì malconcia dall'assedio: 80 case erano state distrutte da incendi provocati dai colpi di cannone e le uniche due strutture in pietra ad essere rimaste miracolosamente illese erano il monastero locale e la chiesa parrocchiale. Il 28 settembre le compagnie di Maurizio, Guglielmo Luigi e del conte di Hohenlohe entrarono ufficialmente in città per occuparla. Quella sera stessa, Van Stirum cenò con Maurizio per poi lasciare la città coi suoi uomini il giorno successivo.

## Conseguenze

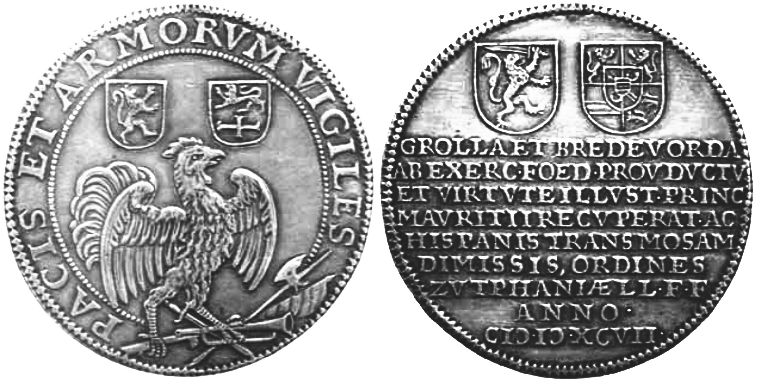
Moneta commemorativa della presa di Groenlo e di Bredevoort fatta coniare dagli Stati Generali olandesi

Il giorno successivo alla conquista della città, Maurizio lasciò le mura di Groenlo e si portò verso la città di Bredevoort che assediò il 9 ottobre successivo. Maurizio successivamente si portò ad investire Enschede (18 ottobre), Ootmarsum (21 ottobre), Oldenzaal (23 ottobre) e Lingen (13 novembre), in una vittoriosa campagna che sembrava senza fine.
Groenlo venne riconquistata dagli spagnoli solo nel 1606 sotto il comando di Ambrogio Spinola e vent'anni dopo tornò agli olandesi.